# Сивил, Алан
А́лан Си́вил (англ. Alan Civil; 13 июня 1929, Нортгемптон — 19 или 21 марта 1989, Лондон) — британский валторнист, композитор и музыкальный педагог.

## Биография
Алан Сивил родился в семье потомственных исполнителей на медных духовых инструментах. Он начал обучаться музыке в возрасте 9 лет. После начала Второй мировой войны, будучи подростком, он стал играть на валторне в Королевском военном духовом оркестре. В это же время он начал брать уроки у известного валторниста Обри Брейна, отца знаменитого Денниса Брейна. Позже он также некоторое время учился в Германии.
После окончания военной службы, он стал артистом группы валторн Королевского филармонического оркестра, солистом которой в это время являлся Деннис Брейн. После ухода Брейна в лондонский оркестр «Филармония», его место занял Алан Сивил. В 1955 году Сивил также перешёл в Филармонию, а после трагической гибели Брейна в 1957 году стал солистом этого оркестра. В 1960-х годах он стал первым иностранцем, приглашенным на работу в Берлинский филармонический оркестр. Однако Сивил не принял их предложения и предпочел остаться в Филармонии. В 1966 году он стал солистом Симфонического оркестра BBC, в котором провёл более 20 лет до выхода на пенсию в 1988 году.
Помимо работы в ведущих лондонских оркестрах, Алан Сивил много концертировал как солист, а также как камерный музыкант в составе различных ансамблей. Кроме того, он преподавал валторну в Королевском музыкальном колледже. Сивил — автор ряда произведений для ансамблей валторн и других духовых инструментов. В 1979 году он стал первым президентом Британского общества валторнистов. В 1985 году Алан Сивил был награждён Орденом Британской империи.

## Работа с группой «Битлз»
Алан Сивил получил некоторую известность среди поклонников рок-музыки, дважды поучаствовав в качестве сессионного музыканта в записях группы «Битлз». Его соло на валторне можно услышать в песне «For No One» с альбома «Revolver». Вспоминая об этой совместной работе, Пол Маккартни отзывался о Сивиле с большим уважением и даже назвал его великим музыкантом. Ринго Старр также высоко оценил его профессионализм. Второй раз он сотрудничал с «Битлз», приняв участие в записи композиции «A Day in the Life» в составе большого симфонического оркестра.

## Сочинения
- Танцевальная сюита для брасс-квинтета
- Сюита для двух валторн
- Сюита для трио деревянных духовых инструментов (флейта, гобой, кларнет)
- Соната для валторны и фортепиано
- Пять миниатюр для квинтета духовых инструментов (флейта, гобой, кларнет, валторна, фагот)
- «Horn Bluff» для восьми валторн и тубы
- «Hiroshi-Rushi» для квартета труб
- Дивертисмент для квартета тромбонов
- «Skirmish» для кларнета и фортепиано

## Дискография
Вольфганг Амадей Моцарт:
- 4 концерта для валторны с оркестром; Алан Сивил, Оркестр Филармония под управлением Отто Клемперера

Франсис Пуленк:
- Соната для валторны, трубы и тромбона; Алан Сивил (валторна), Джон Уилбрэхам (труба), Джон Айвсон (тромбон)
- Элегия для валторны и фортепиано; Алан Сивил (валторна), Жак Феврье (фортепиано)

Рихард Штраус:
- Концерт для валторны с оркестром № 1; Алан Сивил, Королевский филармонический оркестр под управлением Рудольфа Кемпе